# San Xoán de Río
San Xoán de Río est une commune de la province d'Ourense en Espagne située dans la communauté autonome de Galice.